# Danh sách quốc gia theo lượng khí thải carbon dioxide

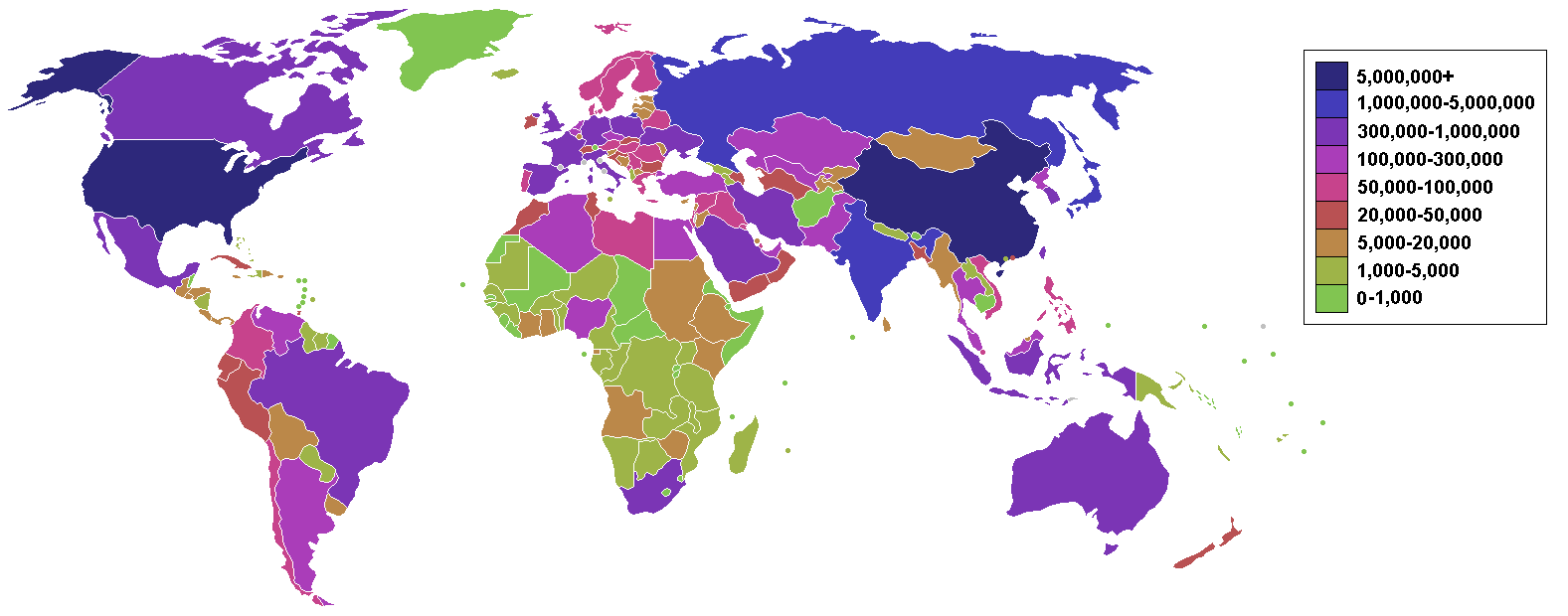
Các quốc gia theo lượng khí thải cacbon dioxide theo đơn vị hàng ngàn tấn trên lượng đốt nhiên liệu hóa thạch hàng năm (màu xanh nước biển cao nhất và màu xanh lá cây thấp nhất).

Lượng khí thải cacbon dioxide của 40 nước cao nhất, tính theo tổng lượng khí thải trong năm 2013, theo tổng số và theo đầu người. Dữ liệu từ [http://edgar.jrc.ec.europa.eu/overview.php?v=CO2ts_pc1990-2013 cơ sở dữ liệu EU Edgar

Các tích lũy thải CO2 từ năm 1970 tới năm 2013 từ 40 quốc gia xả thải nhiều nhất trên thế giới, bao gồm cả thêm một số quốc gia cơ thể. Dữ liệu từ [http://edgar.jrc.ec.europa.eu/overview.php?v=CO2ts_pc1990-2013 cơ sở dữ liệu EU EDGAR

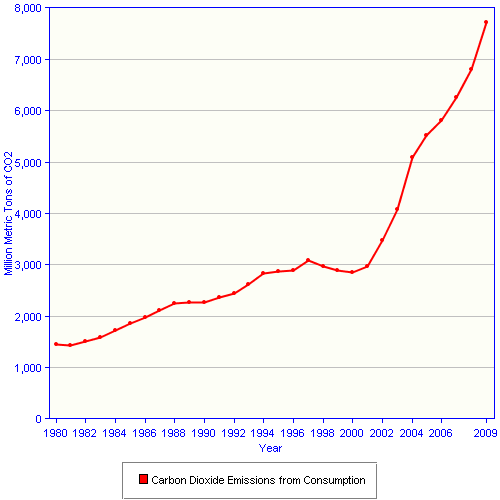
Lượng phát thải CO_{2} của Trung Quốc, tính theo triệu tấn, từ 1980-2009.

Đây là danh sách các quốc gia có chủ quyền và lãnh thổ theo lượng khí thải carbon dioxide do một số hình thức nhất định của hoạt động của con người, dựa trên cơ sở dữ liệu EDGAR, thứ được tạo ra bởi Liên minh châu Âu và Cơ quan Đánh giá Môi trường Hà Lan phát hành vào năm 2014. Những bảng dưới đây liệt kê những ước lượng phát thải CO2 hàng năm vào năm 2014 (tính theo đơn vị tấn CO2/năm) từ cùng 1 nguồn. Các dữ liệu chỉ xem xét lượng khí thải carbon dioxide từ việc đốt nhiên liệu hóa thạch và sản xuất xi măng, nhưng không xem xét khí thải từ việc sử dụng đất, việc thay đổi sử dụng đất và lâm nghiệp. Lượng khí thải từ việc vận chuyển quốc tế hoặc hầm chứa nhiên liệu cũng không được bao gồm trong số liệu quốc gia, điều này có thể tạo ra 1 sự khác biệt rất lớn đối với những nước nhỏ có những hải cảng quan trọng. 10 quốc gia phát thải lớn nhất đóng góp 68.2% trong tổng số lượng phát thải của cả thế giới. Những loại khí nhà kính mạnh khác không được bao gồm trong những số liệu này, bao gồm cả khí mêtan.
| Quốc gia           | Lượng phát thải CO2 (kt) năm 2014 | Lượng xả thải tính trên đầu người (t) năm 2014 |
| ------------------ | --------------------------------- | ---------------------------------------------- |
| Thế giới           | 35,669,000                        | 5.0                                            |
| Trung Quốc         | 10,540,000                        | 7.6                                            |
| Hoa Kỳ             | 5,334,000                         | 16.5                                           |
| Liên minh châu Âu  | 3,415,000                         | 6.7                                            |
| Ấn Độ              | 2,341,000                         | 1.8                                            |
| Nga                | 1,766,000                         | 12.4                                           |
| Nhật Bản           | 1,278,000                         | 10.1                                           |
| Đức                | 767,000                           | 9.3                                            |
| Vận chuyển quốc tế | 624,000                           | —                                              |
| Iran               | 618,000                           | 7.9                                            |
| Hàn Quốc           | 610,000                           | 12.3                                           |
| Canada             | 565,000                           | 15.9                                           |
| Brasil             | 501,000                           | 2.5                                            |
| Ả Rập Xê Út        | 494,000                           | 16.8                                           |
| Hàng không quốc tế | 492,000                           | —                                              |
| México             | 456,000                           | 3.7                                            |
| Indonesia          | 452,000                           | 1.8                                            |
| Anh Quốc           | 415,000                           | 6.5                                            |
| Úc                 | 409,000                           | 17.3                                           |
| Nam Phi            | 392,000                           | 7.4                                            |
| Thổ Nhĩ Kỳ         | 353,000                           | 4.7                                            |
| Ý                  | 337,000                           | 5.5                                            |
| Pháp               | 323,000                           | 5.0                                            |
| Ba Lan             | 298,000                           | 7.8                                            |
| Đài Loan           | 277,000                           | 11.8                                           |
| Thái Lan           | 272,000                           | 4.0                                            |
| Ukraina            | 249,000                           | 5.5                                            |
| Tây Ban Nha        | 242,000                           | 5.1                                            |
| Kazakhstan         | 236,000                           | 14.2                                           |
| Malaysia           | 227,000                           | 7.5                                            |
| Ai Cập             | 225,000                           | 2.7                                            |
| UAE                | 201,000                           | 21.3                                           |
| Argentina          | 199,000                           | 4.8                                            |
| Venezuela          | 195,000                           | 6.3                                            |
| Việt Nam           | 190,000                           | 2.1                                            |
| Pakistan           | 158,000                           | 0.9                                            |
| Hà Lan             | 158,000                           | 9.4                                            |
| Algérie            | 141,000                           | 3.5                                            |
| Iraq               | 139,000                           | 4.0                                            |
| Uzbekistan         | 123,000                           | 4.2                                            |
| Cộng hòa Séc       | 112,000                           | 10.4                                           |
| Kuwait             | 99,000                            | 28.33                                          |
| Bỉ                 | 97,000                            | 8.7                                            |
| Philippines        | 97,000                            | 1.0                                            |
| Nigeria            | 94,000                            | 0.5                                            |
| Qatar              | 89,000                            | 39.13                                          |
| Chile              | 79,000                            | 4.4                                            |
| România            | 78,000                            | 3.6                                            |
| Oman               | 74,000                            | 18.92                                          |